# گنادی شیپولین
گنادی یاکاولیویچ شیپولین (روسی: Геннадий Яковлевич Шипулин) (زاده۲۹ آوریل ۱۹۵۴ در بلگورود)؛ مربی والیبال اهل روسیه که در حاضر سرمربی تیم بلوگوری است. ژنادی از سال ۱۹۹۸ تا ۲۰۰۴ سرمربی تیم ملی والیبال روسیه بود که روسیه را به مدال نقره المپیک ۲۰۰۰، مدال نقره قهرمانی جهان ۲۰۰۲ و مدال طلا جام جهانی ۱۹۹۹ رساند. گنادی از سال ۱۹۹۰ تا به حال سرمربی بلگوری است که توانست این تیم را به افتخارات بزرگی همچون ۸ قهرمانی سوپر لیگ و جام حذفی، دو قهرمانی لیگ قهرمانان اروپا و قهرمانی جام باشگاه‌های جهان در سال ۲۰۱۴ برساند. شیپولین برنده تندیس علوم روسیه می‌باشد.